# Vera Kurtić
Vera Kurtić es una activista feminista romaní de Serbia, autora del libro Džuvljarke: existencia lesbiana romaní, que es el primer libro que analiza la sexualidad de las mujeres romaníes no heteronormativas.

## Biografía
Kurtić es originaria de la ciudad serbia de Niš. Estudió Sociología y Ciencias de la comunicación en la Universidad de Niš. Su activismo incluye campañas por la comunidad gitana, los derechos LGBTQI, los derechos de las mujeres y los derechos de los animales; parte de este trabajo también incluye capacitación en conciencia de género y veganismo.
Perteneciente a la organización serbia de derechos de las mujeres Ženskiprostor, fundada en Niš en 1998, fue su coordinadora ejecutiva hasta 2019. Fundó la Red de Mujeres Romaníes de Serbia e promovió una organización comunitaria LGBT más informal. También estableció la Campaña del Mes del Activismo de las Mujeres Gitanas. Hasta 2020, trabajó en el Consejo de Europa como parte del programa ROMACTED.
La investigación de Kurtić abarca la interseccionalidad de género, orientación sexual, raza y nacionalidad y la presencia de grupos marginados en el espacio social. Es autora del libro Džuvljarke: Roma Lesbian Existence (2013), que analiza la discriminación a la que se enfrentan las lesbianas romaníes. Es el primer libro que analiza la sexualidad de las mujeres romaníes no heteronormativas. También ha colaborado con la socióloga gitana Jelena Jovanović.

## Trabajos seleccionados
- Kurtić, Vera. Džuvljarke: existencia lesbiana romaní (2013).
- Daróczi, Anna, Angéla Kóczé, Jelena Jovanovic, Sarah Judith Cemlyn, Violeta Vajda, Vera Kurtić, Alina Serban, and Lisa Smith. "Gender, ethnicity and activism:‘the miracle is when we don't give up…’." Journal of Poverty and Social Justice 26, no. 1 (2018): 77-94.
- Kurtić, Vera, and Jelena Jovanović. "Romani Women’s Friendship, Empowerment, and Politics: Views on Romani Feminism in Serbia and Beyond." The Romani Women’s Movement. Routledge, 2018. 135-158.